# Дамфрис
Дамфри́с (англ. Dumfries [dʌmˈfriːs], гэльск. Dùn Phris) — город на юге Шотландии, административный центр округа Дамфрис-энд-Галловей.
Место смерти шотландского поэта Роберта Бёрнса.
Место рождения музыканта Кельвина Харриса.
Через город протекает река Нит.

## История
В 1186 году Дамфрис получает права королевского бурга - Royal Burgh, в XIII) веке на территории нынешнего городского парка (Castledykes Park) ювл построен королевский дворец, до наших дней не сохранившийся. В феврале 1306 года Дамфрис посетил Роберт Брюс, будущий король Шотландии Роберт I и общался в местной францисканской церкви с Джоном Комином, лордам Баденлох, которого обвинял в предательстве. Джон отверг все обвинения, тогда Роберт Брюс в гневе нанёс тому тяжёлую рану кинжалом. Бежав из церкви, Брюс ускакал, после этого сопровождавший его сэр Роджер де Киркпатрик вошёл в здание и добил мечом раненого. По преданию, при этом доблестный рыцарь сказал „I mak siccar“, что в переводе с шотландского означает 
„я должен быть уверен“. С тех пор и до сих пор это выражение является геральдическим девизом рода Киркпатрик. В 1633 году король Карл I вводит титул «эрл (граф) Дамфрис» (Earl of Dumfries) и присваивает его семейству Крайтон. Крайтоны носят этот титул вплоть до наших дней. В настоящее время его носит 12 -й граф Дамфрис, сэр Джон Колум Дамфрис Крайтон-Стюарт, бывший автогонщик. 

## Культура
В Дамфрисе провёл последнюю треть своей жизни великий шотландский поэт Роберт Бёрнс. Первоначально он некоторое время жил гна постоялом дворе Элисланд-фарм, севернее Дамфриса, а затем в самом городе. В 1792 году, при Бёрнсе, здесь был построен Королевский театр, старейший из сохранившихся и функционирующих театров Шотландии. В этом театре до сих пор проводятся художественные фестивали «Дамфрис и Гэллоуэй» (Dumfries and Galloway Arts Festival)  и Дамфрисские музыкальные фестивали. 

## Достопримечательности
В Дамфрисе сохранился старинный городской центр, старейшее здание города - Дом старого моста (Old Bridge House) - построен в середине XVII столетия. В городе имеется также несколько музеев, в том числе музей Роберта Бёрнса и «Camera obscura» в местном музее. Последние расположены в старинной мельнице. Через реку Нит построен старинный мост Деворгилла (Devorgilla Bridge). В 10 километрах юго-западнее находится Треве-гартенс (Threave Gardens), парковый ландшафт, состоящий из нескольких различных садовых групп. 

## Галерея

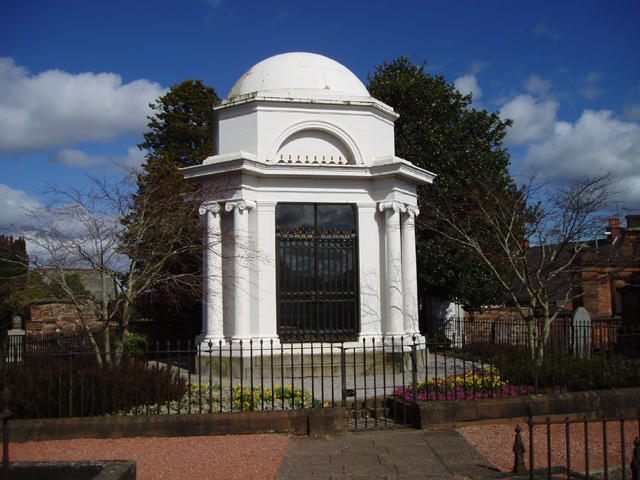
Мавзолей и музей Роберта Бёрнса
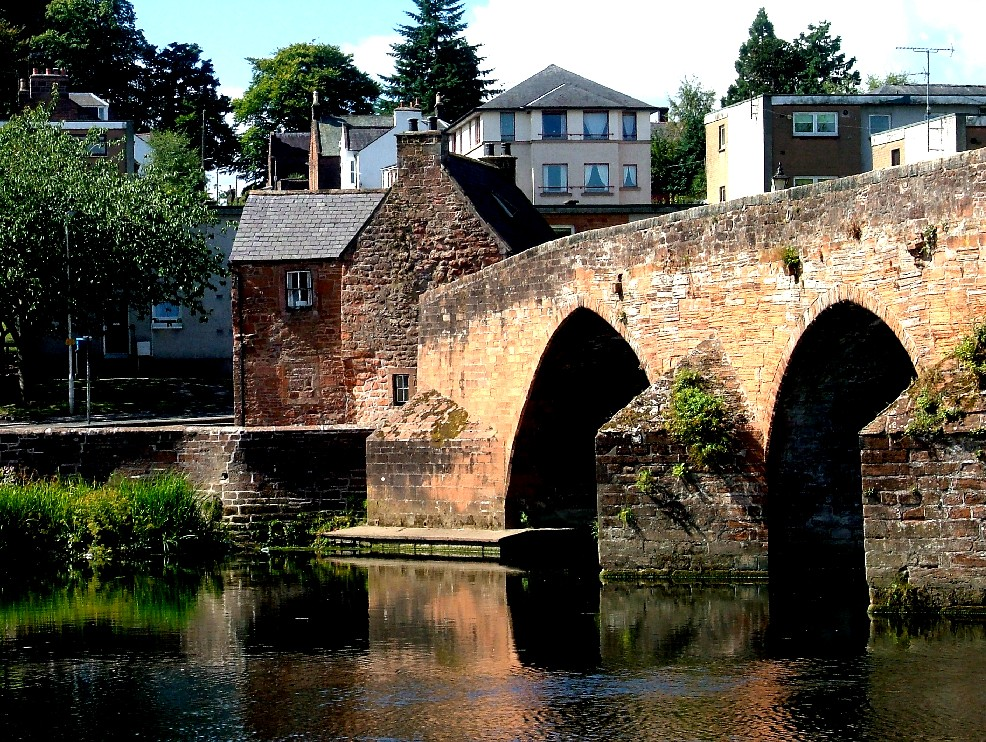
Мост Деворгилла
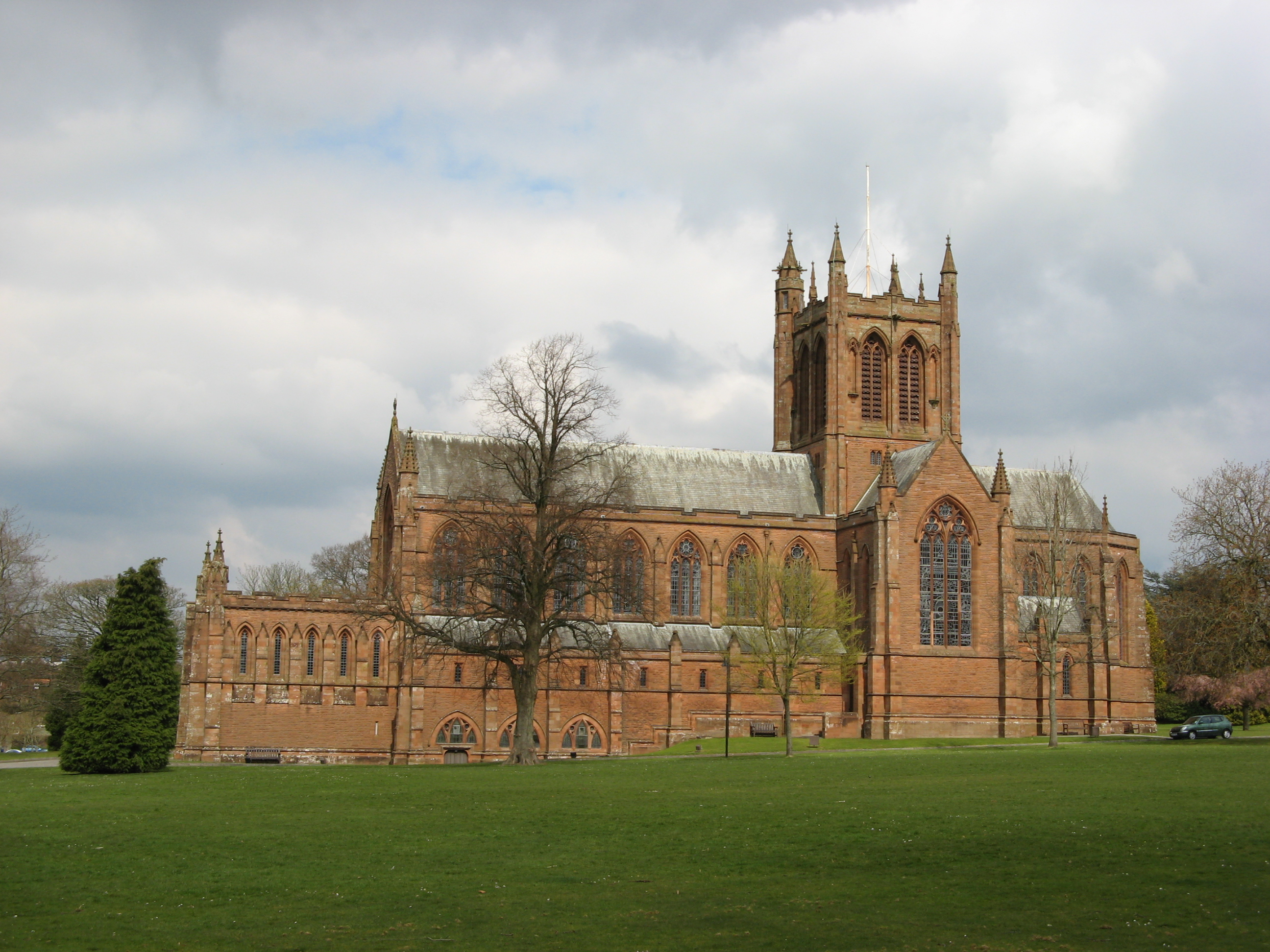
Церковь Крайтон
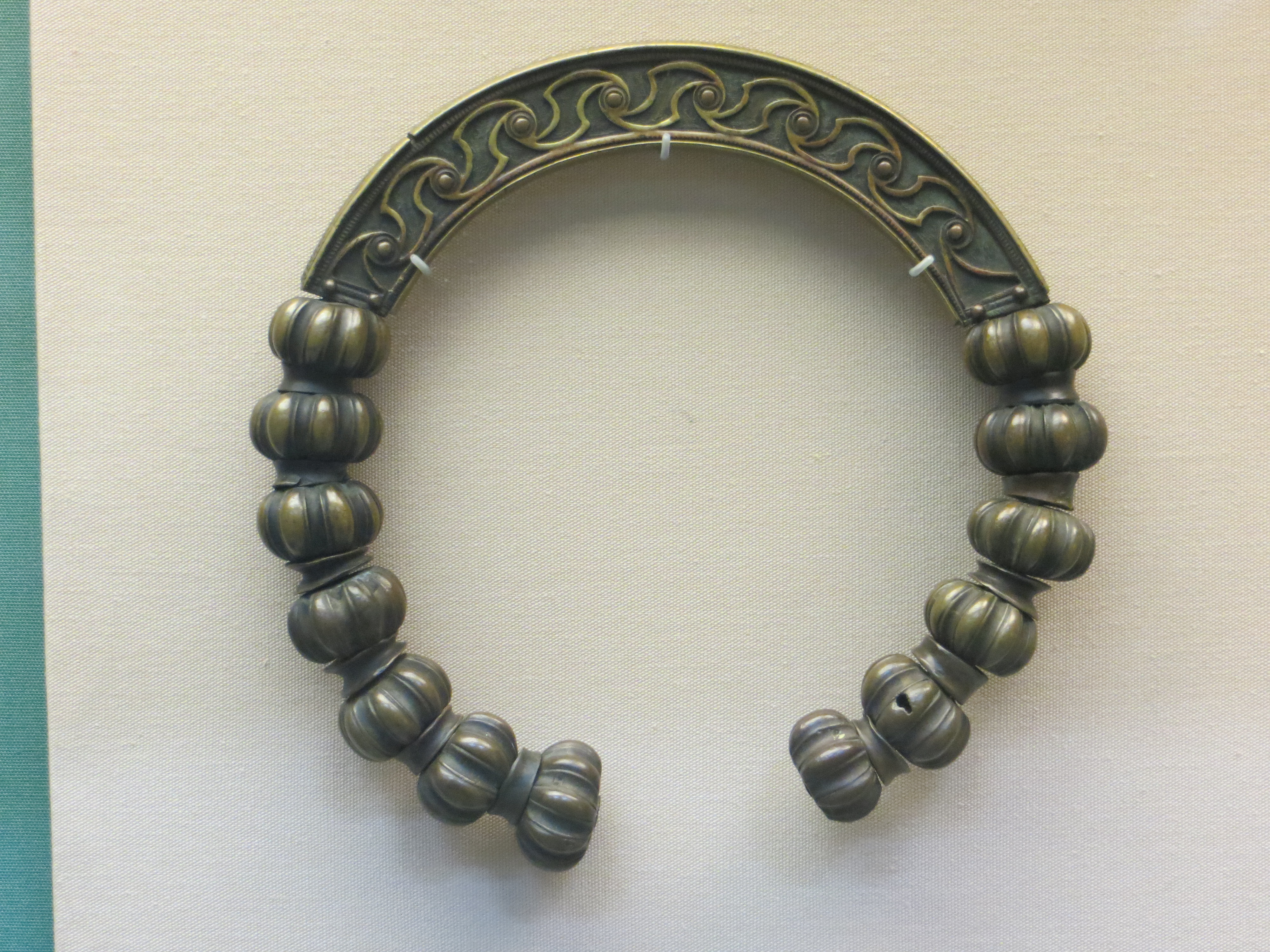
Шейная гривна, найденная на болотах Лохлор

## Города-побратимы
- Аннаполис, США
- Гифхорн, Германия
- Пассау, Германия
- Канту, Италия